# Герберт Тінгстен
Герберт Ларс Густаф Тінгстен (нар. 17 березня 1896 — пом. 26 грудня 1973) — шведський політолог, письменник та видавець. Професор політології Стокгольмського університету з 1935 по 1946 р. та виконавчий редактор газети «Dagens Nyheter» з 1946 по 1959 р.

## Життєпис
Герберт Тінгстен народився у комуні Єрфелла, Стокгольмського округу. Син міського служителя Карла Тінгстена та його дружини Еліни Бергенштерн. 
Герберт Тінгстен захистив докторську дисертацію у 1923 році, працюючи секретарем комітету шведського парламенту з питань конституції. Як політолога його основні сфери досліджень включали конституційну історію, конституційне право та інтелектуальну історію.
Тінгстен кілька разів змінював свої політичні погляди. В юнацтві він був консерватором, а згодом — радикальним лівим лібералом. У 1920-х роках він вступив до Шведської соціал-демократичної партії і був у лівій фракції партії. У 1941 році написав «Den svenska socialdemokratiens idéutveckling» («Ідейний розвиток шведських соціал-демократів»), де критикував партію за невиконання марксистських цілей націоналізації приватної промисловості. Проте після прочитання Фрідріха Гаєка «Дорога до кріпацтва» в 1944 році, Тінгстен став прихильником ринкової економіки, а в 1945 році залишив соціал-демократичну партію. Він був одним із перших учасників Товариства Мон-Пелірін, заснованого в 1947 році.
Тінгстен був противником нацизму, який, як він попереджав на початку 1930-х, був загрозою комунізму. Як виконавчий редактор «Dagens Nyheter», Тінгстен виступав за членство Швеції в НАТО. Він також підтримував Ізраїль.
У ряді книжок і публікацій Тінгстен передбачав деякі основні проблеми політичних подій XX століття, зокрема зростання фашизму, апартеїду в Південній Африці, перехід соціалізму в соціал-демократію, а також необхідність демократичної життєздатності у західних суспільствах. Тінгстен мав глибоку ерудицію як в англосаксонській, так і в континентальній європейській науці та літературі. Він створив концепцію політичної поведінки у своїй книзі «Провідний аналіз статистики виборів»,1936 р. 

## Опубліковані праці
Примітка: У наступному списку містяться тільки оригінальні видання, не пізніше опубліковані або перекладені видання.
- Folkomröstningsinstitutet i Nordamerikas Förenta Stater (шведською мовою). Стокгольм 1923 рік. [Організація референдуму в Сполучених Штатах Америки у Північній Америці (sic)]
- Konstitutionella fullmaktslagar i modern parlamentaris (шведською мовою). Лунд: Gleerup. 1926. [Закони про конституційні гарантії в сучасних парламентах]
- Förbudslagstiftningens resultat i Nordamerikas förenta stater (шведською мовою). Стокгольм 1927 рік. [Результати закону про заборону в Сполучених Штатах Північної Америки (sic)]
- Studier över konstitutionsutskottets dechargeförfarande: några spörsmål i anknytning till senare praxis (шведською мовою). Уппсала. 1928. [Дослідження процедури повноважень конституційного комітету: деякі питання у зв'язку з пізнішою практикою]
- Amerikansk demokrati : grunddragen av Förenta staternas statsliv (шведською мовою). Стокгольм: Natur & Kultur. 1929. [Американська демократія: конституція держави-держави Сполучених Штатів]
- Studier rörande ministerstyrelse (шведською мовою). Стокгольм 1929 р. [Дослідження, що стосуються управління міністерством]
- Regeringsmaktens expansion under och efter världskriget : studier över konstitutionell fullmaktslagstiftning (шведською мовою). Лунд: Gleerup. 1930. [Урядова експансія під час, та після першої світової війни: дослідження законів про конституцію]
- Från parlamentarism till diktatur : fascismens erövring av Italien (шведською мовою). Стокгольм: Natur & kultur. 1930. [Від парламентаризму до диктатури: фашистське завоювання Італії]
- Utredning angående införande av ett dagordningsinstitut m. m. (шведська мова). Стокгольм: Норд. бох я distr. 1935. [Розслідування щодо запровадження інституту порядку денного серед іншого]
- Den nationalella diktaturen: nazismens och fascismens idéer (шведською мовою). Стокгольм: Боннер. 1936. [Національна диктатура: нацистські та фашистські ідеї]
- Political behavior : studies in election statistics. Лондон: П.С. Король 1937.
- De konservativa idéerna (шведською мовою). Стокгольм: Боннер. 1939. [Консервативні ідеї]
- Den svenska socialdemokratiens idéutveckling (шведською мовою). Стокгольм: Тіден. 1941. [Розвиток ідеї шведської соціал-демократа]
- Idékritik (шведською мовою). Стокгольм: Боннер. 1941. [Критика ідеї]
- Problem i svensk demokrati (шведською мовою). Стокгольм 1941. [Проблеми шведської демократії]
- Samtidens förbundsstater (шведською мовою). Стокгольм: Kooperativa förbundet. 1942 р. [Поточна федерація держави]
- Debatten om nordisk enhet (шведською мовою). Стокгольм 1943 р. [Дебати щодо північної єдності]
- Svensk utrikesdebatt mellan världskrigen (шведською мовою). Стокгольм: Kooperativa förbundet. 1944 р. [Шведська зовнішньополітична дискусія між світовими війнами]
- Engelsk kolonialdebatt (шведською мовою). Стокгольм 1944. [Англійська колоніальна дискусія]
- Fred och säkerhet efter andra världskriget : ett svenskt diskussionsinlägg (шведською мовою). Стокгольм: Kooperativa förbundet. 1945 рік. [Мир та безпека після Другої світової війни: шведська дискусія]
- Demokratiens problem  (шведською мовою). Стокгольм: Норстедт. 1945. [Проблема демократії]
- Problem i U.S.A. (шведською мовою). Стокгольм: Боннер. 1948. [Проблеми в США]
- Argument (шведською мовою). Стокгольм: Боннер. 1948. [Аргумент]
- Revolutionernas arvtagare: sydamerikanskt perspektiv (шведською мовою). Стокгольм: Боннер. 1950. [Спадкоємці революції: перспектива Південної Америки]
- Västtysklands problem (шведською мовою). Стокгольм: Боннер. 1950. [Проблеми у Західній Німеччині]
- Tredje ståndpunkten - en orimlighet (шведською мовою). Стокгольм: Боннер. 1951 р.
- Idéer och genier (шведською мовою). Стокгольм: Боннер. 1953. [Ідеї та генії]
- Problemet Sydafrika (шведською мовою). Стокгольм: Боннер. 1954. [Проблеми в Південній Африці]
- Parti och politik (шведською мовою). Стокгольм: Еллінс. 1955. [Партії та політика]
- Japan (шведською мовою). Стокгольм: Боннер. 1956. [Японія]
- Det hotade Israel (шведською мовою). Стокгольм: Wahlström & Widstrand. 1957. [Загрожує Ізраїль]
- På krigsstigen (шведською мовою). Стокгольм: Wahlström & Widstrand. 1958. [Про шлях війни]
- På marknadstorget (шведською мовою). Стокгольм: Wahlström & Widstrand. 1958. [На ринку]
- Åsikter och motiv: [essayer i statsvetenskapliga, politiska och litterära ämnen] (шведською мовою). Стокгольм: Альд / Бонньє. 1963. [Мови та мотиви]
- Mitt liv (шведською мовою). Стокгольм: Норстедт. 1961-1964. [Моє життя]
- Skall kungamakten stärkas? : kritik av författningsförslaget (шведською мовою). Стокгольм: Альд / Бонньє. 1964 р. [Чи слід зміцнити королівську владу: критику конституційної рекомендації]
- Viktoria och viktorianerna (шведською мовою). Стокгольм: Альд / Бонньє. 1965. [Вікторія та вікторіани]
- När Churchill grep makten och andra essayer (шведською мовою). Стокгольм: Норстедт. 1966. [Коли Черчилль перестав владу та інші нариси]
- Från idéer till idyll : den lyckliga demokratien (шведською мовою). Стокгольм: Норстедт. 1966. [Від ідеї до ідилії: щаслива демократія]
- Strid kring idyllen (шведською мовою). Стокгольм: Норстедт. 1966. [Боротьба навколо ідилії]
- Notiser om liv och dö (шведською мовою) Стокгольм: Норстедт. 1967. [Повідомлення про життя і смерть]